# 시장도시

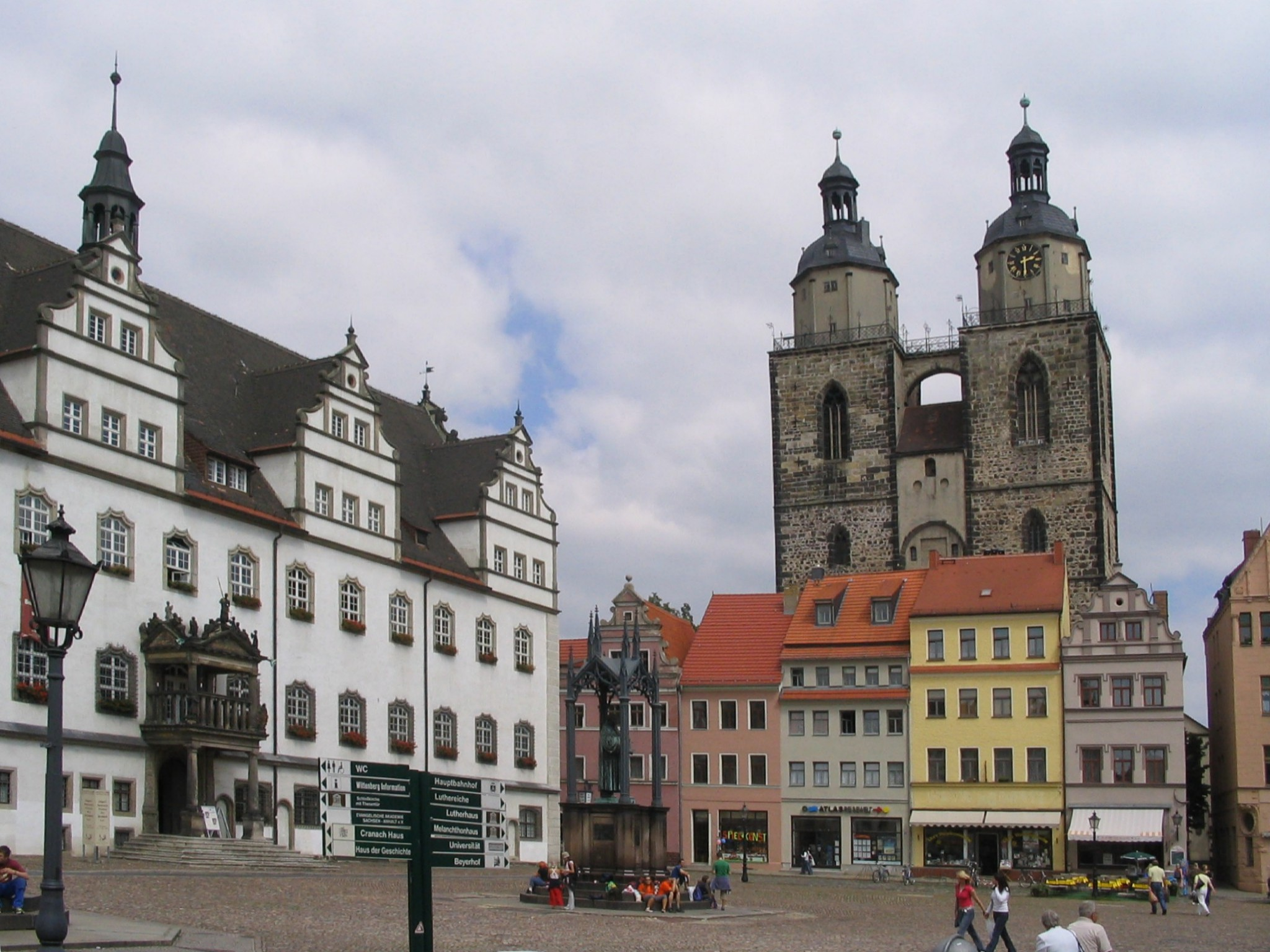
독일 비텐베르크의 시장 광장. (2005년)

시장도시(market town)은 시장이 설치된 도시이다. 유럽의 경우, 중세 유럽 시기 도시법으로 설치되었다.
현대의 시장은 종종 특별 홀에 위치하지만 이는 최근의 발전이며 상설 소매점의 증가로 인해 정기 시장의 필요성이 감소했다. 역사적으로 시장은 야외였으며 일반적으로 (실제 형태에 관계없이) 시장 광장이라고 불리는 곳에서 열렸으며 마켓 크로스를 중심으로 이루어졌다. 일반적으로 일주일에 하루나 이틀 동안 문을 연다.

## 같이 보기
- 헌장
- 마케팅
- 시장 (장소)
- 행상
- 소매 (상업)
- 도시법